# زندگی روزمره (آلبوم کلدپلی)
زندگی روزمره (انگلیسی: Everyday Life) هشتمین آلبوم استودیویی گروه موسیقی راک بریتانیایی کلدپلی است. این آلبوم در ۲۲ نوامبر ۲۰۱۹ توسط پارلفون در پادشاهی متحده و آتلانتیک رکوردز در ایالات متحده منتشر شد. . این یک آلبوم دوتایی است که به صورت سی‌دی تک‌آهنگ منتشر شد با نیمه اول با عنوان طلوع آفتاب و دوم با عنوان غروب آفتاب (شبیه به اکس‌اندوای است که به یک «X» و «Y» تقسیم می‌شود). این انتشار همزمان با کلدپلی: زندگی روزمره - زنده در جردن بود که در آن اجراهای هر نیمه آلبوم به ترتیب با طلوع و غروب خورشید از امان، اردن پخش مستقیم می‌شد.